# 長崎県立大学マリンズ
長崎県立大学マリンズは長崎県立大学体育会に所属するアメリカンフットボールチームである。九州学生アメリカンフットボール連盟所属。

## チーム概要
九州学生2部リーグに所属している。
マリンズという愛称の英語でのスペルはNPBの千葉ロッテマリーンズのそれと同じである。日曜日は社会人チームの佐世保タイタンズと合同練習を行っている。